# Берлінгтон (Огайо)
Берлінгтон (англ. Burlington) — переписна місцевість (CDP) в США, в окрузі Лоуренс штату Огайо. Населення — 2416 осіб (2020).

## Географія
Берлінгтон розташований за координатами 38°24′41″ пн. ш. 82°31′34″ зх. д. / 38.41139° пн. ш. 82.52611° зх. д. (38.411498, -82.526156).  За даними Бюро перепису населення США в 2010 році переписна місцевість мала площу 3,67 км², з яких 3,61 км² — суходіл та 0,06 км² — водойми.

## Демографія
Згідно з переписом 2010 року, у переписній місцевості мешкало 2676 осіб у 1083 домогосподарствах у складі 698 родин. Густота населення становила 729 осіб/км².  Було 1189 помешкань (324/км²).
Расовий склад населення:
| - 88,6 % — білих - 8,4 % — чорних або афроамериканців - 0,5 % — корінних американців - 0,1 % — азіатів |

До двох чи більше рас належало 1,9 %. Частка іспаномовних становила 1,3 % від усіх жителів.
За віковим діапазоном населення розподілялося таким чином: 19,6 % — особи молодші 18 років, 57,0 % — особи у віці 18—64 років, 23,4 % — особи у віці 65 років та старші. Медіана віку мешканця становила 45,3 року. На 100 осіб жіночої статі у переписній місцевості припадало 85,8 чоловіків;  на 100 жінок у віці від 18 років та старших — 81,1 чоловіків також старших 18 років.
Середній дохід на одне домашнє господарство  становив 52 577 доларів США (медіана — 40 551), а середній дохід на одну сім'ю — 63 353 долари (медіана — 52 125). Медіана доходів становила 43 094 долари для чоловіків та 30 488 доларів для жінок. За межею бідності перебувало 11,7 % осіб, у тому числі 12,4 % дітей у віці до 18 років та 10,6 % осіб у віці 65 років та старших.
Цивільне працевлаштоване населення становило 867 осіб. Основні галузі зайнятості: роздрібна торгівля — 21,0 %, виробництво — 18,0 %, освіта, охорона здоров'я та соціальна допомога — 16,4 %.